# Microfolie's
Pour les articles homonymes, voir Micro-Folie (homonymie).
Microfolie's Éditions était un éditeur français de jeux vidéo, fondé en 1993.  Au cours de ses années d'activité, l'entreprise a notamment édité des jeux développés par Cryo Interactive
La société dont le siège était à Vanves a été radiée le 5 mai 2003 pour le greffe et 31 mars 2003 pour l'INSEE.

## Jeux édités
- Chasseur de trésors (aventure, codéveloppé avec Cryo Interactive, édité par Philips Média France, 1995)
- Zero Zone (aventure, édité par Cryo Interactive, 1998)
- Planet Blupi (développé par Epsitec) [2]